# خوسيه فيسنتي غارسيا
خوسيه فيسنتي غارسيا (بالإسبانية: Chente García Acosta)‏ مواليد 4 أغسطس 1972 في سان سيباستيان، هو دراج إسباني سابق في صنف سباق الدراجات على الطريق.

## سجل النتائج

### سباقات أو مراحل فاز بها
- طواف فرنسا
- طواف إسبانيا

## روابط خارجية
- خوسيه فيسنتي غارسيا على موقع الاتحاد الدولي للدراجات (الإنجليزية)
- خوسيه فيسنتي غارسيا على موقع أرشيف الدراجات (الإنجليزية)
- خوسيه فيسنتي غارسيا على موقع إحصائيات الدراجات الإحترافية (الإنجليزية)
- خوسيه فيسنتي غارسيا على موقع نسبة الدراجات (الإنجليزية)
- خوسيه فيسنتي غارسيا على موقع CycleBase (الإنجليزية)